# Garralda (Navarra)
Garralda ist eine spanische Gemeinde in der autonomen Gemeinschaft Navarra, die in der Merindad Sangüesa, in der Comarca Auñamendi, im Aézcoa-Tal und 58 km von der Hauptstadt der Gemeinschaft, Pamplona, liegt. 2024 hatte die Gemeinde 180 Einwohner.

## Sehenswürdigkeiten
- Johanniskirche

## Persönlichkeiten
- Ramón Bengaray Zabalza (1896–1936), Gewerkschafter, Politiker
- Juan Carlos Etxegoien (genannt Xamar, * 1956), Lehrer und Schriftsteller